# Snake Eye-Bombe

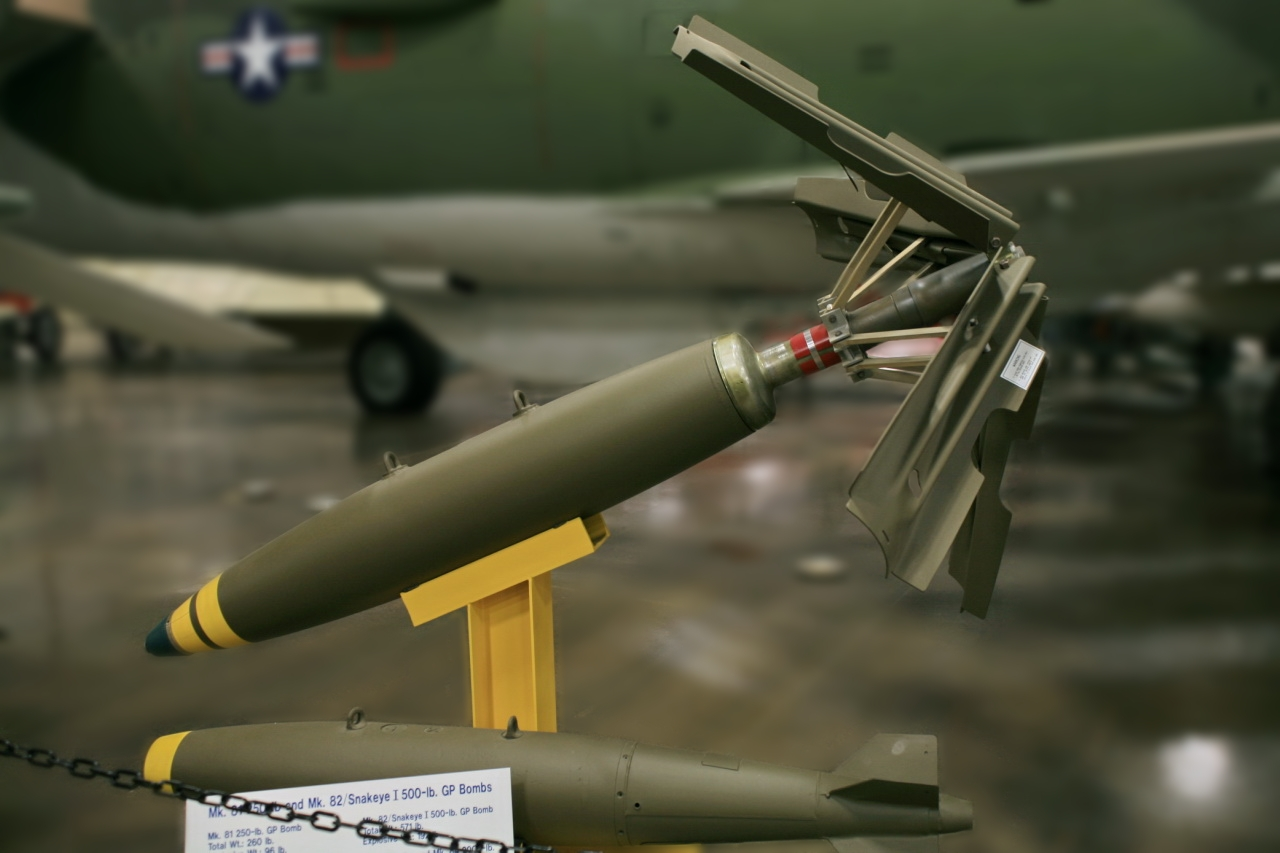
Mark 82 "Snakeye" und Mk 81 LDGP Freifallbombe (unten). Zwei gelbe Ringe stehen für die Explosivladung Amatol, einer für TNT.

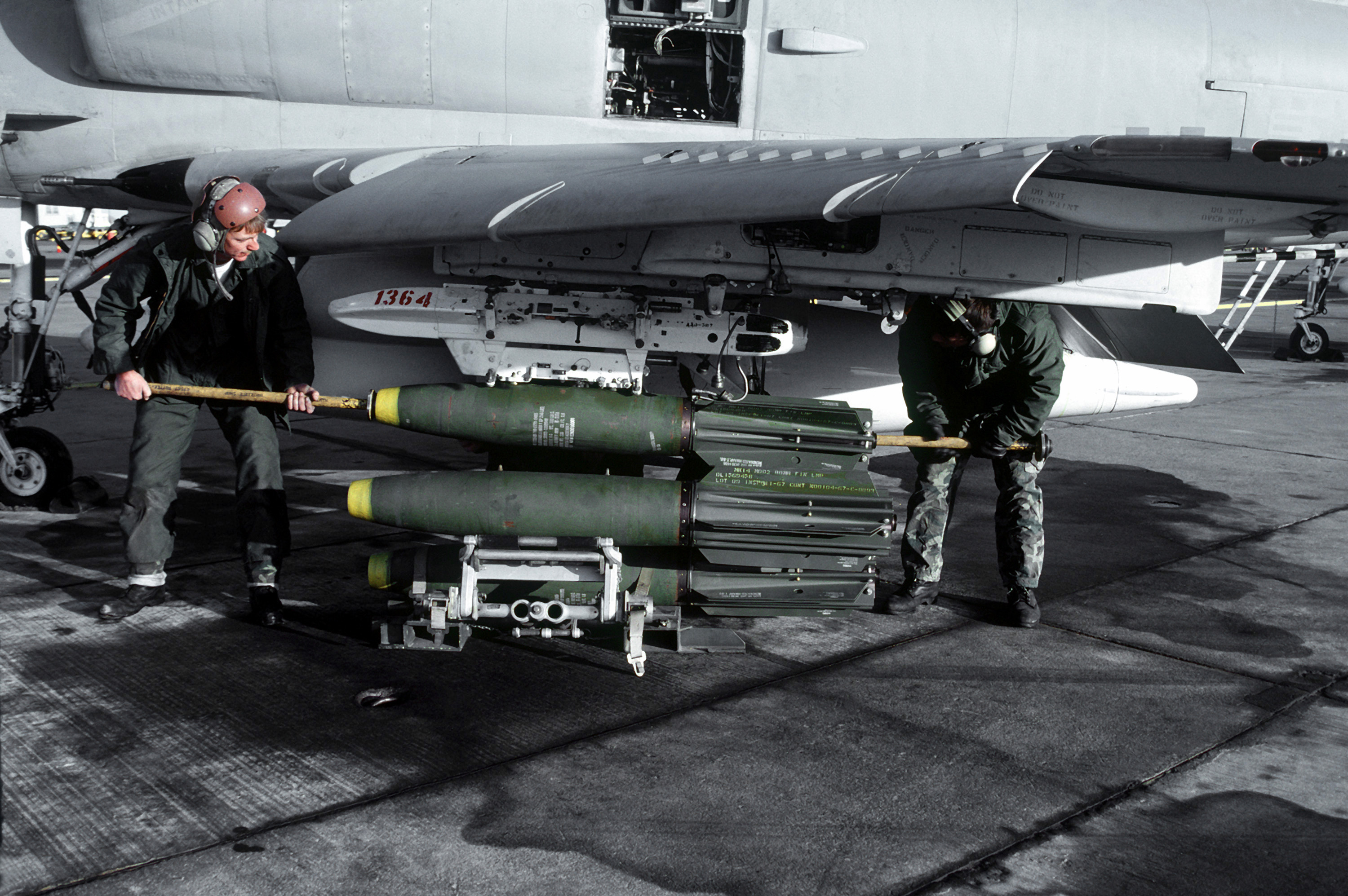
Mk.81-Bomben an einer A-4F Skyhawk

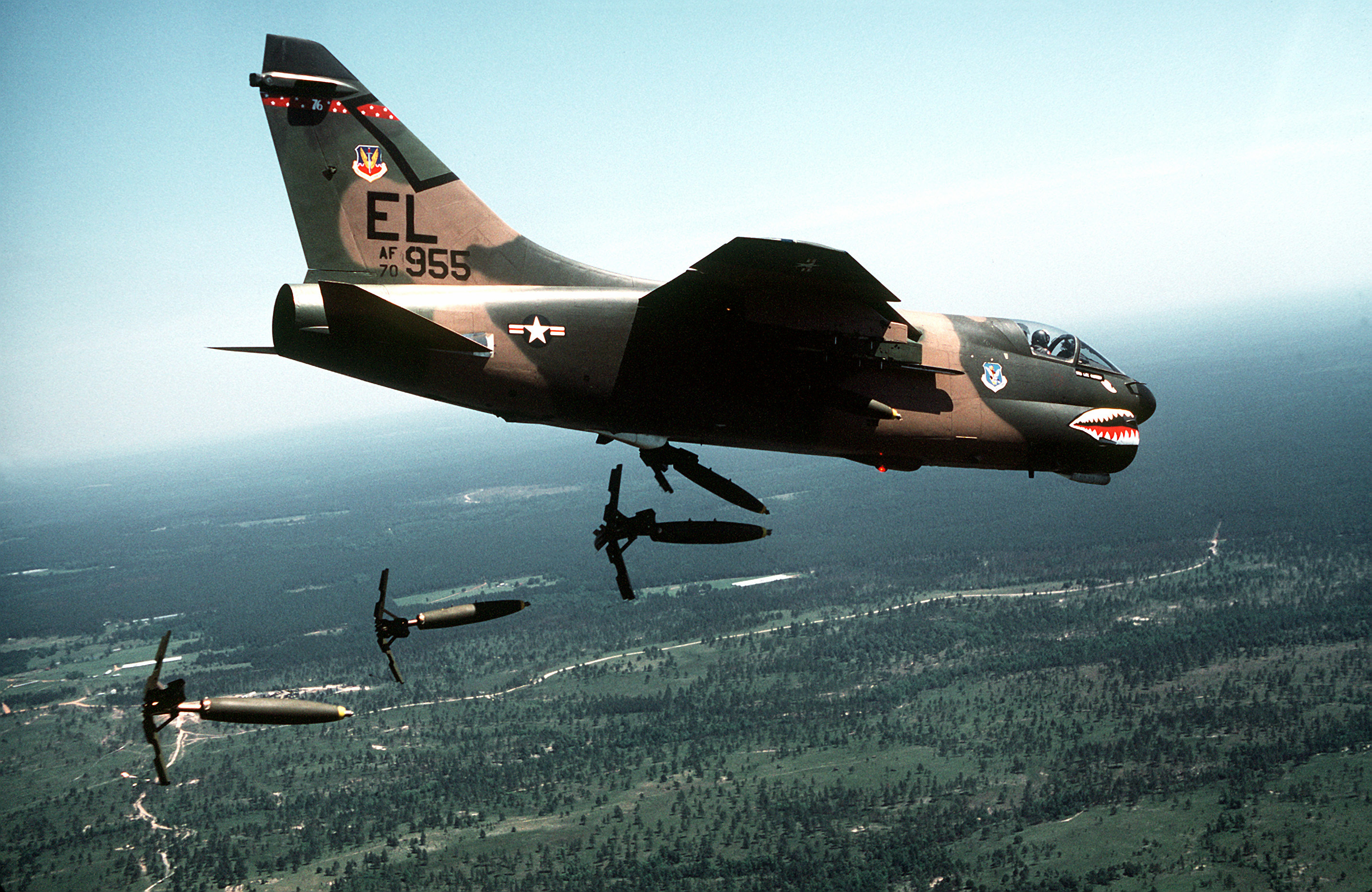
A-7D der U.S. Air Force wirft Snake Eye-Bomben

Als Snake Eye-Bombe (deutsch Schlangenauge-Bombe) werden seit 1964 die von den USA hergestellten ungelenkten Sprengbomben (Low-drag general-purpose Bomb; LDGP) vom Typ Mk.81 bis Mk.83 bezeichnet, welche über einen Heckkonus mit Luftbremsflächen verfügen. 

## Verwendung
Die Snake Eye-Bomben sind die am meisten eingesetzten und verkauften US-amerikanischen Bomben. Die Bomben werden von allen NATO-Staaten und anderen Ländern verwendet.
Im Vietnamkrieg wurden die Bomben neben Brandbomben am häufigsten eingesetzt. Mit ihnen werden meist Bauwerke, aber auch gepanzerte und ungepanzerte Ziele großflächig angegriffen.

## Funktionsprinzip
Der spezielle Mk.15-Hecksatz verfügt über vier kreuzförmig ausklappende Luftbremsflächen, die aufgrund des stark erhöhten Luftwiderstands für eine verzögerte Fallgeschwindigkeit sorgen. Zum Abwurf aus geringer Höhe werden die Bomben mit einem Bremsleitwerk ausgerüstet. Dadurch soll die Gefahr der Beschädigung des abwerfenden Flugzeugs verringert werden.
Die Splitterwirkung des Bombenmantels hat den größten Anteil an der Zerstörungskraft.
Mittlerweile sind die Snake Eye bei den US-Streitkräften nicht mehr im Gebrauch, da sie durch die luftballonartigen BSU-85/B „AIR“ (Air Inflatable Retarder)-Verzögerungsbausätze für die Mk.81-83-Serie abgelöst wurden.

## Modelle
| Bombe               | Gewichtsklasse (lb) | Gewicht in kg | Sprengstoff in kg | Länge in m | Durchmesser in cm |
| ------------------- | ------------------- | ------------- | ----------------- | ---------- | ----------------- |
| Mark 81 „Snake Eye“ | 250                 | 113           | 44                | 1,88       | 22,8              |
| Mark 82 „Snake Eye“ | 500                 | 227           | 82                | 2,21       | 27,3              |
| Mark 83 „Snake Eye“ | 1000                | 454           | 202               | 3          | 35,7              |